# Coupe européenne masculine de handball 2023-2024
Navigation
2022-2023 2024-2025
La saison 2023-2024 de la Coupe européenne masculine de handball est la 4e édition de la compétition sous ce nom et ce format. Elle fait suite à la Coupe Challenge et constitue en ce sens la 31e édition de la compétition organisée par l'EHF.

## Présentation

### Formule
Du premier tour à la finale, elle se déroule en matchs aller-retour à élimination directe. Jusqu'aux quarts de finale inclus, les adversaires peuvent convenir de disputer les deux matchs au même endroit lors du même week-end.
Pour chaque double confrontation, l'équipe qui a marqué le plus de buts sur la somme des deux matchs est qualifiée pour le tour suivant. En cas d'égalité, c'est l'équipe qui a marqué le plus de buts lors du match à l'extérieur. Si les équipes sont encore à égalité, elles disputent une séance de tirs au but.
Pour chaque tour, des qualifications jusqu'au huitièmes de finale, l'EHF fixe des têtes de série avant le tirage au sort. En revanche, à chaque tour, deux clubs d'un même pays peuvent se rencontrer.

### Participants
| UHK Krems               | HC Linz AG        | Azeryol HC            | Kur                     |
| HC Visé BM              | Achilles Bocholt  | RK Leotar             | RK Vogošća              |
| MRK Sesvete             | MRK Trogir        | Anórthosis Famagouste | Parnassos Strovolou     |
| HC Baník Karviná        | HK Město Lovosice | Põlva Serviti         | Viljandi HC             |
| H71 Tórshavn            | Vestmanna IF      | BK-46 Karis           | Riihimäen Cocks         |
| PAOK Salonique          | Olympiakos HC     | Ferencváros TC        | UMF Afturelding         |
| ÍB Vestmannaeyja        | Hapoël Ashdod     | Maccabi Rishon LeZion | Handball Sassari        |
| Pallamano Junior Fasano | KH Besa Famgas    | KH Trepça-M           | ZRHK Dobeles Tenax      |
| HC Klaipėda Dragūnas    | VHC Šviesa        | Handball Esch         | Red Boys Differdange    |
| RK Budućnost Podgorica  | HV KRAS/Volendam  | GRK Tikveš            | IL Runar                |
| Nærbø Idrettslag        | Steaua Bucarest   | CS Minaur Baia Mare   | RK Metaloplastika Šabac |
| RK Partizan Belgrade    | HT Tatran Prešov  | MRK Krka              | BSV Berne               |
| Beykoz BSK              | Sakarya BŞB SK    | HC Motor Zaporijjia   | HB Odessa               |

| Bregenz Handball   | HC Fivers Margareten | RK Sloboda Tuzla   | HC ROBE Zubří       |
| Královo Pole Brno  | HC Tallinn           | Raasiku/Mistra     | HF Neistin Tórshavn |
| Team Klaksvík      | Helsinki IFK         | AC Diomidis Argous | FH Hafnarfjörður    |
| Valur Reykjavík    | Yuvalim Holon HC     | SC Merano          | SSV Brixen Handball |
| HC Granitas Kaunas | HC Amber             | HC Berchem         | HB Käerjeng         |
| RK Dinamo Pančevo  | Beşiktaş JK          | Spor Toto SK       | HC Donbas Mariupol  |

## Résultats

### Premier tour
Les matchs aller se déroulent les 9 et 10 septembre 2023 et les matchs retour une semaine plus tard, les 16 et 17 septembre 2023.
| Équipe             | Aller   | Total   | Retour  | Équipe               |
| ------------------ | ------- | ------- | ------- | -------------------- |
| SC Merano          | 27 - 30 | 58 - 60 | 31 -30  | RK Dinamo Pančevo    |
| Beşiktaş JK        | 41 - 30 | 84 - 49 | 43 - 19 | HC Donbas Mariupol   |
| Raasiku/Mistra     | 25 - 30 | 49 - 63 | 24 - 34 | Bregenz Handball     |
| HC Tallinn         | 26 - 26 | 50 - 60 | 24 - 34 | HB Käerjeng          |
| Královo Pole Brno  | 28 -22  | 56 -54  | 28 - 33 | HC ROBE Zubří        |
| Helsinki IFK       | 28 - 29 | 57 - 65 | 29 - 36 | Spor Toto SK         |
| Yuvalim Holon HC   | 34 - 23 | 64 - 49 | 30 - 26 | HF Neistin Tórshavn  |
| AC Diomidis Argous | 32 - 32 | 50 - 58 | 18 - 26 | FH Hafnarfjörður     |
| HC Berchem         | 33 - 33 | 56 - 66 | 23 - 33 | HC Fivers Margareten |
| Team Klaksvík      | 19 - 30 | 37 - 53 | 18 - 23 | RK Sloboda Tuzla     |
| Valur Reykjavík    | 27 - 24 | 60 -52  | 33 - 28 | HC Granitas Kaunas   |
| HC Amber           | 23 - 34 | 52 - 62 | 29 - 28 | SSV Brixen Handball  |

### Deuxième tour
Les matchs aller se déroulent les 14 et 15 octobre 2023 et les matchs retour une semaine plus tard, les 21 et 23 octobre 2023.
| Équipe                  | Aller   | Total   | Retour  | Équipe                  |
| ----------------------- | ------- | ------- | ------- | ----------------------- |
| RK Dinamo Pančevo       | 30 – 33 | 71 – 69 | 41 – 36 | HV KRAS/Volendam        |
| Anórthosis Famagouste   | 0 – 10  | 0 – 20  | 0 – 10  | RK Metaloplastika Šabac |
| Pallamano Junior Fasano | 29 – 28 | 49 – 56 | 20 – 28 | Královo Pole Brno       |
| Viljandi HC             | 23 – 32 | 48 – 65 | 25 – 33 | MRK Krka                |
| FH Hafnarfjörður        | 34 – 34 | 64 – 57 | 30 – 23 | RK Partizan Belgrade    |
| Maccabi Rishon LeZion   | 0 – 10  | 0 – 20  | 0 – 10  | RK Sloboda Tuzla        |
| Riihimäen Cocks         | 25 – 29 | 51 – 69 | 26 – 40 | BSV Berne               |
| RK Leotar               | 24 – 22 | 53 – 48 | 29 – 26 | ZRHK Dobeles Tenax      |
| Ferencváros TC          | 44 – 25 | 84 – 47 | 40 – 22 | Parnassos Strovolou     |
| Beykoz BSK              | 31 – 29 | 58 – 62 | 27 – 33 | HC Visé BM              |
| Handball Sassari        | 24 – 31 | 53 – 69 | 29 – 38 | Olympiakos HC           |
| Põlva Serviti           | 29 – 32 | 57 – 71 | 28 – 39 | Valur Reykjavík         |
| ÍB Vestmannaeyja        | 34 – 30 | 69 – 64 | 35 – 34 | Red Boys Differdange    |
| VHC Šviesa              | 23 – 32 | 53 – 59 | 30 – 27 | Bregenz Handball        |
| MRK Sesvete             | 30 – 15 | 64 – 39 | 34 – 24 | Kur                     |
| BK-46 Karis             | 10 – 0  | 20 – 0  | 10 – 0  | Yuvalim Holon HC        |
| GRK Tikveš              | 33 – 29 | 58 – 62 | 25 – 33 | UHK Krems               |
| Azeryol HC              | 22 – 43 | 41 – 80 | 19 – 37 | SSV Brixen Handball     |
| Nærbø Idrettslag        | 27 – 22 | 50 – 51 | 23 – 29 | UMF Afturelding         |
| KH Besa Famgas          | 24 – 43 | 52 – 83 | 28 – 40 | Beşiktaş JK             |
| Handball Esch           | 30 – 31 | 58 – 61 | 28 – 30 | Vestmanna IF            |
| IL Runar                | 42 – 29 | 80 – 61 | 38 – 32 | Sakarya BŞB SK          |
| MRK Trogir              | 29 – 22 | 58 – 44 | 29 – 22 | H71 Tórshavn            |
| HB Käerjeng             | 27 – 31 | 57 – 64 | 30 – 33 | HC Motor Zaporijjia     |
| Achilles Bocholt        | 32 – 27 | 58 – 53 | 26–26   | HC Klaipėda Dragūnas    |
| HC Linz AG              | 27 – 26 | 52 – 51 | 25–25   | PAOK Salonique          |
| Steaua Bucarest         | 10 – 0  | 20 – 0  | 10 – 0  | Hapoël Ashdod           |
| CS Minaur Baia Mare     | 52 – 26 | 91 – 53 | 39 – 27 | HB Odessa               |
| HC Baník Karviná        | 32 – 26 | 64 – 62 | 32 – 36 | HC Fivers Margareten    |
| KH Trepça-M             | 27 – 27 | 57 – 58 | 30 – 31 | RK Vogošća              |
| HK Město Lovosice       | 28 – 32 | 54 – 68 | 26 – 36 | HT Tatran Prešov        |
| Spor Toto SK            | 31 – 24 | 54 – 41 | 23 – 17 | RK Budućnost Podgorica  |

### Troisième tour
Les matchs aller se déroulent les 25 et 26 novembre 2023 et les matchs retour une semaine plus tard, les 2 et 3 décembre 2023 :
| Équipe                  | Aller   | Total   | Retour  | Équipe            |
| ----------------------- | ------- | ------- | ------- | ----------------- |
| UHK Krems               | 30 – 28 | 62 –60  | 32–32   | ÍB Vestmannaeyja  |
| RK Metaloplastika Šabac | 31 – 29 | 61 – 59 | 30–30   | BK-46 Karis       |
| Bregenz Handball        | 33 – 29 | 61 – 58 | 28 – 29 | IL Runar          |
| HC Visé BM              | 27 – 31 | 58 – 68 | 31 – 37 | MRK Krka          |
| RK Sloboda Tuzla        | 34 – 25 | 61 – 53 | 27 – 28 | Spor Toto SK      |
| UMF Afturelding         | 24 – 27 | 49 – 55 | 25 – 28 | HT Tatran Prešov  |
| RK Leotar               | 27 – 28 | 48 – 56 | 21 – 28 | HC Baník Karviná  |
| SSV Brixen Handball     | 37 – 35 | 75 – 72 | 38 – 37 | Vestmanna IF      |
| CS Minaur Baia Mare     | 33 – 23 | 58 – 52 | 25 – 29 | RK Dinamo Pančevo |
| HC Motor Zaporijjia     | 31 – 35 | 59 – 68 | 28 – 33 | Valur Reykjavík   |
| BSV Berne               | 33 – 29 | 57 – 62 | 24 – 33 | Ferencváros TC    |
| RK Vogošća              | 30 – 23 | 57 – 52 | 27 – 29 | Královo Pole Brno |
| Steaua Bucarest         | 33 – 23 | 64 – 53 | 31 – 30 | HC Linz AG        |
| MRK Trogir              | 26 – 27 | 54 – 63 | 28 – 36 | Olympiakos HC     |
| MRK Sesvete             | 34 – 27 | 63 – 65 | 29 – 38 | Beşiktaş JK       |
| FH Hafnarfjörður        | 35 – 26 | 68 – 62 | 33 – 36 | Achilles Bocholt  |

### Huitièmes de finale
Les matchs aller se déroulent les 10 et 11 février 2024 et les matchs retour une semaine plus tard, les 17 et 18 février 2024 :
| Équipe              | Aller   | Total   | Retour  | Équipe                  |
| ------------------- | ------- | ------- | ------- | ----------------------- |
| SSV Brixen Handball | 23 – 29 | 48 – 66 | 25 – 37 | Olympiakos HC           |
| Beşiktaş JK         | 32 – 34 | 68 – 73 | 36 – 39 | Ferencváros TC          |
| CS Minaur Baia Mare | 36 – 26 | 70 – 51 | 34 – 25 | RK Vogošća              |
| RK Sloboda Tuzla    | 15 – 19 | 41 – 48 | 26 – 29 | MRK Krka                |
| Steaua Bucarest     | 28 – 27 | 57 – 56 | 29 – 29 | HC Baník Karviná        |
| Valur Reykjavík     | 27 – 26 | 57 – 54 | 30 – 28 | RK Metaloplastika Šabac |
| UHK Krems           | 26 – 26 | 56 – 59 | 30 – 33 | Bregenz Handball        |
| FH Hafnarfjörður    | 35 – 30 | 58 – 61 | 23 – 31 | HT Tatran Prešov        |

### Quarts de finale
Les matchs aller se déroulent les 23 et 24 mars 2024 et les matchs retour une semaine plus tard, les 30 et 31 mars 2024 :
| Équipe              | Aller   | Total   | Retour  | Équipe           |
| ------------------- | ------- | ------- | ------- | ---------------- |
| Olympiakos HC       | 31 – 26 | 56 – 45 | 25 – 19 | MRK Krka         |
| Ferencváros TC      | 32 – 29 | 63 – 57 | 31 – 28 | HT Tatran Prešov |
| Steaua Bucarest     | 35 – 36 | 65 – 72 | 30 – 36 | Valur Reykjavík  |
| CS Minaur Baia Mare | 37 – 31 | 65 – 61 | 28 – 30 | Bregenz Handball |

### Demi-finales
Les matchs aller se déroulent les 20 et 21 avril 2024 et les matchs retour une semaine plus tard, les 27 et 28 avril 2024 :
| Équipe          | Aller   | Total   | Retour  | Équipe              |
| --------------- | ------- | ------- | ------- | ------------------- |
| Ferencváros TC  | 28 - 28 | 60 - 67 | 32 - 39 | Olympiakos HC       |
| Valur Reykjavík | 36 - 28 | 66 - 52 | 30 - 24 | CS Minaur Baia Mare |

### Finale
Le match aller se déroule le 18 mai et le match retour une semaine plus tard, le 25 mai :
| Équipe          | Aller   | Total            | Retour  | Équipe        |
| --------------- | ------- | ---------------- | ------- | ------------- |
| Valur Reykjavík | 30 – 26 | 57 – 57 5 – 4tab | 27 – 31 | Olympiakos HC |

Les deux équipes étant à égalité à la fin du temps réglementaire du match retour (57-57), une séance de jets de 7 m a été nécessaire pour départager les deux équipes, en faveur des Islandais du Valur Reykjavík (5-4).
| 18 mai 2024 19h00 | Valur Reykjavík              | 30 – 26 | Olympiakos HC         | N1 höllin, Reykjavik Affluence : 1 750 Arbitrage : Jerlecki, Labun |
| 18 mai 2024 19h00 | Benedikt Gunnar Óskarsson 10 | (14–14) | Savvas Savvas (de) 10 | N1 höllin, Reykjavik Affluence : 1 750 Arbitrage : Jerlecki, Labun |
| 18 mai 2024 19h00 | ×2                           | Rapport | ×1 ×4                 | N1 höllin, Reykjavik Affluence : 1 750 Arbitrage : Jerlecki, Labun |

| 25 mai 2024 20h00 | Olympiakos HC         | 35 – 32 (tab)  | Valur Reykjavík   | Stade de la Paix et de l'Amitié, Le Pirée Affluence : 7 500 Arbitrage : Sekulić, Jovandić |
| 25 mai 2024 20h00 | Savvas Savvas (de) 10 | (16–11, 31–27) | Ísak Gústafsson 8 | Stade de la Paix et de l'Amitié, Le Pirée Affluence : 7 500 Arbitrage : Sekulić, Jovandić |
| 25 mai 2024 20h00 | Tab : 4–5             |                |                   | Stade de la Paix et de l'Amitié, Le Pirée Affluence : 7 500 Arbitrage : Sekulić, Jovandić |
| 25 mai 2024 20h00 | ×2 ×3                 | Rapport        | ×2 ×5             | Stade de la Paix et de l'Amitié, Le Pirée Affluence : 7 500 Arbitrage : Sekulić, Jovandić |